# Балканске музичке награде
Балканске музичке награде (енгл. Balkan Music Awards) додељује се редовно од 2010. године у Софији (Бугарска). Годинама уназад награда је додељивана повремено, одлуком бугарских телевизија или продукцијских кућа. Од 2010. године, од када награда званично постоји под данашњим именом, одлуку од најбољем извођачу доноси публика, интернет гласањем. Испод су уписане године и певачице проглашене најбољим тих година. Награде се додељују почетком следеће године.

## Награђене

### 2000е
- 2004. Индира Радић[1][2] ( Србија)
- 2006. Драгана Мирковић[3] ( Србија)
- 2009. Хадисе  ( Турска)
  - Ана Виси ( Грчка)
  - Лепа Брена ( Србија)
  - Емина Јаховић ( Србија)
  - Ина ( Румунија)
- 2010. Ина  ( Румунија)
  - Марија Шерифовић ( Србија)
  - Деспина Ванди ( Грчка)
  - Јелена Карлеуша ( Србија)
  - Мангу ( Турска)

### 2010е
- 2011 – номиноване
  - Лепа Брена ( Србија)
  - Ели Кокину ( Грчка)
  - Ханде Јенер ( Турска)
  - Марија Илијева ( Бугарска)
  - Ина ( Румунија)